# 畠山襄
畠山 襄（はたけやま のぼる、1936年 (昭和11年)2月17日 - 2021年（令和3年）3月13日）は、日本の通産官僚。通商産業審議官、JETRO理事長などを歴任。

## 略歴
1958年に通産省入省。ジャパン・バッシングが最高潮に達していた日米貿易摩擦を経て、バブル崩壊が始まる1990年代前後に通商政策局長から通産審議官を務めた。通産省で1期上の鈴木直道（通産審議官）や棚橋祐治（産業政策局長、通産次官）らと共に日米構造協議に関わり、二国間通商対話で引き続き対米輸出自主規制枠を設けることで合意譲歩した。弟は大蔵官僚の畠山蕃、息子は経産官僚の畠山陽二郎。

### 学歴
- 1955年（昭和30年）3月 私立武蔵高等学校卒業
- 1959年（昭和34年）3月 東京大学法学部第2類（公法コース）卒業

### 職歴
- 1959年（昭和34年） 4月 通商産業省入省（通商局通商政策課[1]）。入省同期に、山本幸助（産業政策局長）、末木凰太郎（経企庁調整局長、日本電子計算機社長）、堀田俊彦（日本小型自動車振興会会長）、安楽隆二（生活産業局長）、山本雅司（資源エネルギー庁長官）、村井仁（衆議院議員、国家公安委員長）などがいる。
- 1961年（昭和36年） 7月 通商産業省鉱山局石油開発課
- 1963年（昭和38年） 9月 経済企画庁調整局財政金融課
- 1965年（昭和40年） 10月 通商産業省公益事業局公益事業課長補佐[1]
- 1966年（昭和41年） 7月 通商産業省公益事業局業務課長補佐
- 1967年（昭和42年） 10月 通商産業省重工業局重工業課長補佐
- 1969年（昭和44年） 10月 通商産業省工業技術院研究開発官室[1]
- 1971年（昭和46年） 1月 通商産業省重工業局電子政策課長補佐
- 1972年（昭和47年） 6月 通商産業省大臣官房総務課長補佐（法令審査委員）
- 1974年（昭和49年） 6月 日本貿易振興会（ジェトロ）シカゴ事務所次長
- 1978年（昭和53年） 6月 通商産業省航空機武器課長
- 1980年（昭和55年） 7月 鈴木善幸内閣 内閣総理大臣秘書官
- 1982年（昭和57年）11月 通商産業省産業政策局総務課長
- 1983年（昭和58年） 7月 通商産業大臣官房総務課長
- 1984年（昭和59年）10月 資源エネルギー庁石油部長
- 1986年（昭和61年） 6月 通商産業省貿易局長
- 1988年（昭和63年） 6月 通商産業省基礎産業局長
- 1989年（平成元年） 6月 通商産業省通商政策局長
- 1991年（平成 3年） 6月 通商産業審議官
- 1993年（平成 5年） 6月 退官、通商産業省顧問
- 1998年（平成10年） 6月 日本貿易振興会（ジェトロ）理事長
- 2002年（平成14年） 8月 財団法人国際経済交流財団会長
- 2004年（平成16年） 6月 三菱レイヨン（株）経営諮問会議委員
- 2013年（平成25年） 4月 一般財団法人国際貿易投資研究所理事長
- 2021年（令和3年）3月13日 死去[5]。85歳没。

### 所属団体
- 公益財団法人 日本国際フォーラム参与[6]、政策委員[7]

## 受賞・栄典
- 2000年（平成12年）1月 ペルー共和国 功労勲章大十字型章
- 2000年（平成12年）8月 パナマ共和国 バスコ・ヌニェス・デ・バルボア勲章大十字型章
- 2000年（平成12年）9月 コロンビア共和国 サン・カルロス勲章大十字型章
- 2001年（平成13年）5月 エルサルバドル共和国 ホセ・マティアス・デルガード勲章
- 2001年（平成13年）5月 フランス共和国 レジオン・ドヌール勲章
- 2001年（平成13年）7月 チリ共和国 ベルナルド・オヒギンズ勲章大十字型章
- 2001年（平成13年）8月 インドネシア共和国 勲章ビンタン・ジャサ・ウタマ章
- 2001年（平成13年）9月 ドイツ連邦共和国 功労勲章大功労十字章
- 2004年（平成16年）3月 パラグアイ共和国 国家功労章（グラン・オフィシエ位）
- 2008年（平成20年）11月 瑞宝重光章[8]
- 2021年（令和3年）3月13日 正四位[9]

## 著書
- 『通商交渉 国益を巡るドラマ』（日本経済新聞社、1996年）
- 『経済統合の新世紀 元通商交渉トップの回想と提言』（東洋経済新報社、2015年）